# Brahmaea certhia
Brahmaea certhia is een vlinder uit de familie van de herfstspinners (Brahmaeidae). De wetenschappelijke naam van de soort is voor het eerst geldig gepubliceerd in 1793 door Johann Christian Fabricius.